# Camillus (Nueva York)
Camillus es un pueblo ubicado en el condado de Onondaga en el estado estadounidense de Nueva York. En el año 2000 tenía una población de 23,152 habitantes y una densidad poblacional de 24 personas por km².

## Geografía
Camillus se encuentra ubicado en las coordenadas 43°2′33″N 76°15′39″O / 43.04250, -76.26083.

## Demografía
Según la Oficina del Censo en 2000 los ingresos medios por hogar en la localidad eran de $50,198 y los ingresos medios por familia eran $58,395. Los hombres tenían unos ingresos medios de $41,011 frente a los $29,110 para las mujeres. La renta per cápita para la localidad era de $22,591. Alrededor del 4.3% de la población estaban por debajo del umbral de pobreza.